# Honda B
Honda B — серия рядных четырёхцилиндровых автомобильных двигателей внутреннего сгорания с клапанным механизмом DOHC, представленных в 1988 году японской компанией Honda. Являлись первыми двигателями с применением системы Honda VTEC (в некоторых моделях), блоком цилиндров высокого давления из литого алюминия и чугунной головкой блока цилиндров. Верхние кулачки для распредвала — двойные.
Объём двигателей составлял 1,6 л (1595 см3), 1,7 л (1678 см3), 1,8 л (1797—1834 см3) и 2,0 л (1973 см3). Двигатели выпускались как с системой VTEC, так и без неё. Модели более поздних выпусков имеют незначительные обновления, включая модифицированные впускные коллекторы и верхние поршни, а также отдельные масляные форсунки цилиндров (B18C). Мощность варьируется от 94 кВт (126 л. с.) до 142 кВт (190 л. с.), а красная зона составляет более 8500 об/мин.
На протяжении многих лет двигатели Honda B выпускались в шести разных формах. В моделях Civic, Integra, Odyssey и CR-V двигатели серии B были заменены двигателями серии K.

## B16

### B16A (первое поколение)
- Применения:
  - 1989—1993 Honda Integra XSi
  - 1989—1991 Honda CRX SiR (EF8)
  - 1989—1991 Honda Civic SiR (EF9)
- Объём: 1,6 л (1595 см3)
- Степень сжатия: 10,2:1

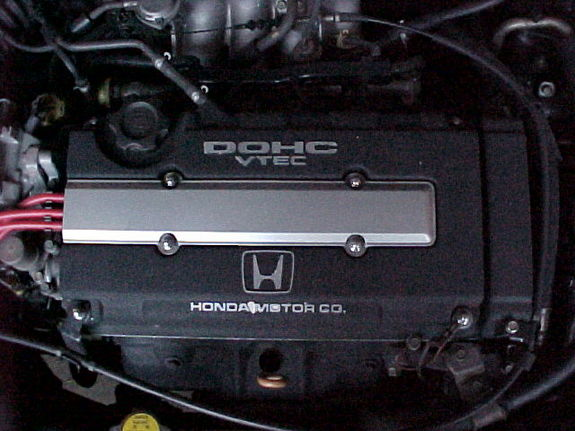
Двигатель B16A первого поколения

- Диаметр цилиндра × ход поршня: 81 мм × 77,4 мм
- Мощность: 118 кВт (158 л. с.) при 7600 об/мин
- Крутящий момент: 150 Н⋅м при 7000 об/мин
- Обороты в минуту:
  - Включение VTEC: 5500 об/мин
  - Красная зона: 8000 об/мин
  - Предел оборотов: 8200 об/мин
- Трансмиссия: S1/J1/YS1 (бортовая передача — 4.4, натяжная муфта, опционально — LSD для YS1), Y1 (бортовая передача — 4.266, натяжная муфта, опционально — LSD)
- Код ЭБУ: P-FK1 (DA6/DA8/EF8), PW0 (EF8/EF9/DA6), PR3 (EF8/EF9) OBD0[2]

### B16A (второе поколение)
- Применения:

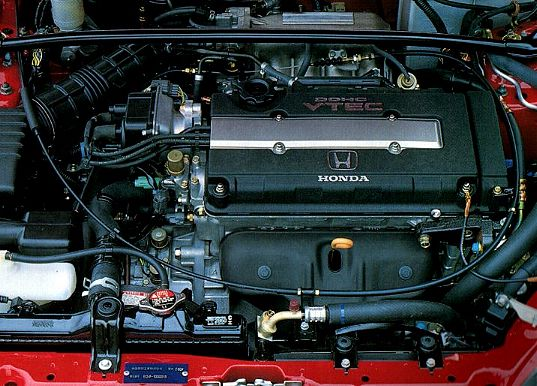
Двигатель B16A

  - 1992—1993 Honda Integra «XSi» (DA6, DA8)
  - 1992—1994 Honda Civic SiR/SiRII (EG6)
  - 1992—1993 Honda Civic Ferio SiR (EG9)
  - 1992—1995 Honda CR-X del Sol SiR (EG2)
  - 1996—1998 Honda Civic SiR/SiRII (EK4)
  - 1996—2000 Honda Civic Ferio SiR (EK4)
- Объём: 1,6 л (1595 см3)
- Степень сжатия: 10,4:1
- Диаметр цилиндра × ход поршня: 81 мм × 77,4 мм
- Мощность (MT): 127 кВт (170 л. с.) при 7400 об/мин
- Крутящий момент: 157 Н⋅м при 7000 об/мин
- Обороты в минуту:
  - Включение VTEC: 5500 об/мин
  - Красная зона: 8200 об/мин
  - Предел оборотов: 8200 об/мин
- Трансмиссия: YS1/S4C/Y21/S21/S24A (бортовая передача — 4.4, опционально — LSD)
- Код ЭБУ: P30 (EG2/EG6/EG8/EG9), PR3 (DA6)
- OBD1 P2T (EK4) OBD2

### B16B (Type R)
- Применения:
  - 1997—2000 Civic Type R
- Объём: 1,6 л (1595 см3)
- Степень сжатия: 10,8:1

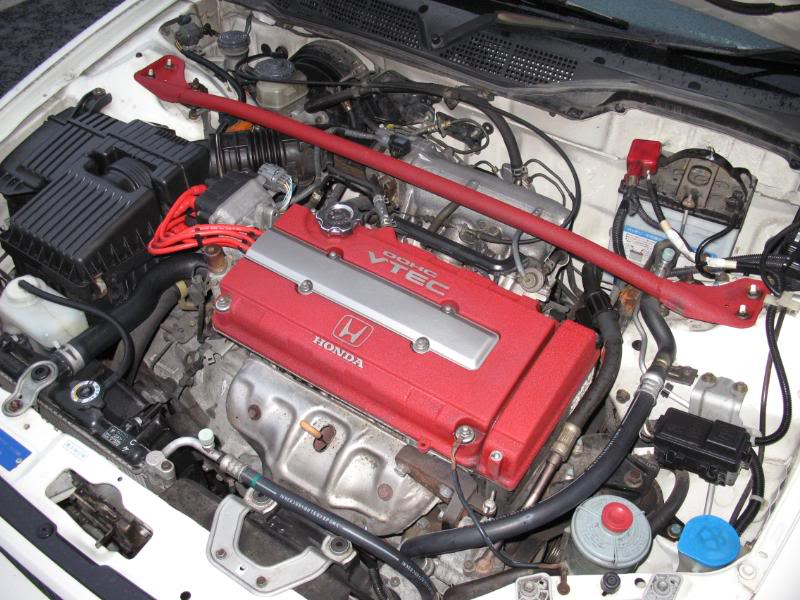
Двигатель B16B

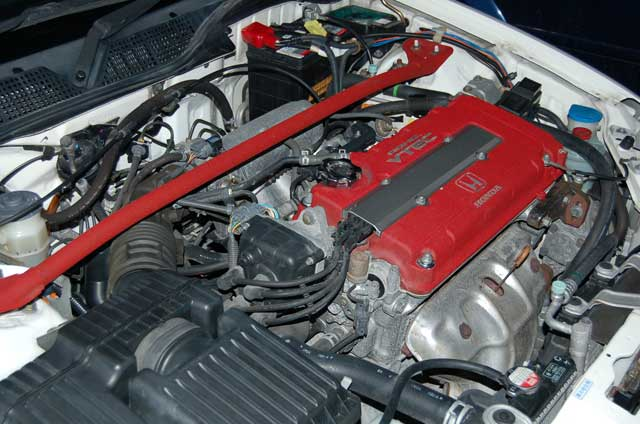
Двигатель B16B в моторном отсеке Honda Civic Type R

- Диаметр цилиндра × ход поршня: 81 мм × 77,4 мм
- Мощность: 136 кВт (182 л. с.) при 8200 об/мин
- Крутящий момент: 160 Н⋅м при 7500 об/мин
- Обороты в минуту:
  - Включение VTEC: 6100 об/мин
  - Красная зона: 8400 об/мин
  - Предел оборотов: 8600 об/мин
- Трансмиссия: S4C с косозубым LSD (бортовая передача — 4.4, двухконусный синхронизатор на второй передаче)
- Код ЭБУ: PCT
- Тип разъёма ЭБУ: OBD-2A (1996—1998)/OBD-2B (1999—2000)

Примечание: в двигателе применяется тот же блок, что и в Integra Type R, который выше, чем блок B16A, но с кривошипом с тем же ходом, что и у B16A. Для этого применяются удлинённые стержни, поэтому соотношение стержня/ход выше, чем у стандартного B16.

### B16A1
- VTEC
- Применения:
  - CRX'1.6 DOHC VTEC (EE8) — EDM
  - Civic'1.6 DOHC VTEC (EE9) — EDM
- Объём: 1,6 л (1595 см3)

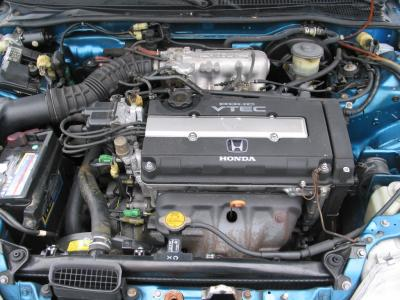
Двигатель B16A1

- Диаметр цилиндра × ход поршня: 81 мм × 77,4 мм
- Степень сжатия: 10,2:1
- Мощность: 112 кВт (150 л. с.) при 7600 об/мин
- Крутящий момент: 150 Н·м при 7100 об/мин
- Обороты в минуту:
  - Включение VTEC: 5200 об/мин
  - Красная зона: 8000 об/мин
  - Предел оборотов: 8200 об/мин
- Трансмиссия: Y2
- OBD0
- Код ЭБУ: PW0

### B16A2
- DOHC VTEC
- Применения:

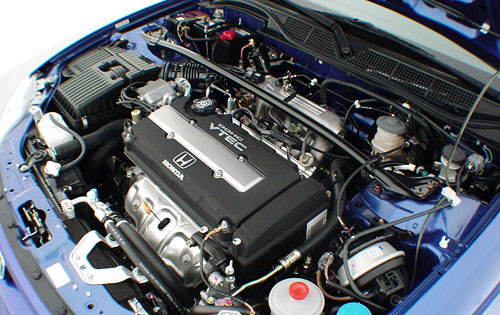
Двигатель B16A2

  - 1992—2000 Honda Civic EDM VTi (EG6/EG9 & EK4)
  - 1992—1997 Honda Civic del Sol EDM VTi (EG)
  - 1996—1997 Honda Civic del Sol VTEC USDM (EG2)
  - 1996—1998 Honda Civic AUDM & NZDM Vti-R (EK4)
  - 1999—2000 Honda Civic AUDM Vti-R (EM1)
  - 1999—2000 Honda Civic USDM Si (EM1)
  - 1999—2000 Honda Civic SiR (EK4; седан), Филиппины
  - 1999—2000 Honda Civic CDM SiR (EM1)
- Объём: 1,6 л (1595 см3)
- Диаметр цилиндра × ход поршня: 81 мм × 77,4 мм
- Мощность: 119 кВт (160 л. с.) при 7600 об/мин
- Крутящий момент: 150 Н·м при 6500 об/мин
- Степень сжатия: 10,2:1
- Обороты в минуту:
  - Включение VTEC: 5600 об/мин
  - Красная зона: 8000 об/мин
  - Предел оборотов: 8200 об/мин
- Трансмиссия: Y21, S4C[2]

### B16A3
- DOHC VTEC
- Применения:
  - 1994—1995 Del Sol VTEC USDM
- Объём: 1,6 л (1595 см3)
- Мощность: 119 кВт (160 л. с.) при 7600 об/мин
- Крутящий момент: 150 Н·м при 6700 об/мин
- Степень сжатия: 10,2:1
- Диаметр цилиндра × ход поршня: 81 мм × 77,4 мм
- Обороты в минуту:
  - Включение VTEC: 5600 об/мин
  - Красная зона: 8200 об/мин
  - Предел оборотов: 8500 об/мин
- Трансмиссия: Y21
- OBD1 PR3 также штампуется на головке блока цилиндров

### B16A4
- VTEC
- Применения:
  - 1996—2000 Civic Si-RII (JDM) (EK4)
- Объём: 1595 см3
- Степень сжатия: 10,4:1
- Мощность: 130 кВт (174 л. с.) при 7800 об/мин
- Крутящий момент: 150 Н·м при 7300 об/мин
- Красная зона: 8000 об/мин
- Трансмиссия: Y21

### B16A5
- VTEC
- Применения:
  - 1996—2000 Civic Si-RII (JDM) (EK4)
- Объём: 1,6 л (1595 см3)
- Степень сжатия: 10,4:1
- Мощность: 130 кВт (174 л. с.) при 7800 об/мин
- Крутящий момент: 150 Н⋅м при 6300 об/мин
- Красная зона: 8500 об/мин
- Трансмиссия: Y21

Примечание: двигатель применялся только в SiR-версиях с АКПП.

### B16A6
- VTEC
- Применения:
  - 1996—2000 Honda Civic VTEC (SO3, SO4), Ближний Восток и Южная Африка
- Объём: 1,6 л (1595 см3)
- Степень сжатия: 10,2:1
- Мощность: 118 кВт (158 л. с.) при 7800 об/мин
- Крутящий момент: 160 Н⋅м при 6400 об/мин
- Трансмиссия: S4C
- Включение VTEC: 5500 об/мин

## B17

### B17A1
- VTEC
- Применения:
  - 1992—1993 Integra GS-R VTEC DB2, США[2] и Канада
    - Объём: 1,7 л (1678 см3)
    - Диаметр цилиндра × ход поршня: 81 мм × 81,4 мм
    - Степень сжатия: 9,7:1
    - Включение VTEC: 5750 об/мин
    - Мощность: 119 кВт (160 л. с.) при 7600 об/мин
    - Крутящий момент: 159 Н⋅м при 7000 об/мин
    - Красная зона: 8000 об/мин
    - Отсечка подачи топлива: 8250 об/мин
    - Трансмиссия: YS1 (с тросовым приводом)

## B18

### B18A
- Применения:
  - 1986—1989 Accord Aerodeck LXR-S/LX-S, Япония
  - 1986—1989 Accord EXL-S/EX-S, Япония
  - 1986—1989 Vigor MXL-S, Япония
    - Объём: 1,8 л (1834 см3)
    - Степень сжатия: 9,7:1
    - Диаметр цилиндра × ход поршня: 81 мм × 89 мм
    - Карбюраторов: 2 (Keihin)
    - Мощность: 74 кВт (99 л. с.) при 6100 об/мин
    - Крутящий момент: 174 Н⋅м при 4700 об/мин
    - Трансмиссия: A2N5, E2N5

### B18A1
- Применения:
  - 1990—1991 Acura Integra USDM «RS/LS/LS Special Edition/GS» (DA9; лифтбек/хетчбэк, DB1; седан)
    - OBD0
    - Объём: 1,8 л (1834 см3)
    - Степень сжатия: 9,2:1
    - Диаметр цилиндра × ход поршня: 81 мм × 89 мм
    - Красная зона: 6500 об/мин
    - Предел оборотов: 7200 об/мин
    - Топливная система: PGM-FI
    - Мощность: 97 кВт (130 л. с.) при 6000 об/мин
    - Крутящий момент: 164 Н⋅м при 5000 об/мин[2]
    - Трансмиссия: S1, A1, кабель.
- Применения:
  - 1992—1993 Acura Integra USDM «GS/LS/LS Special Edition/RS» (DA9; лифтбек/хетчбэк, DB1; седан)
    - Код ЭБУ: OBD1 PR4
    - Объём: 1,8 л (1834 см3)
    - Степень сжатия: 9,2:1
    - Диаметр цилиндра × ход поршня: 81 мм × 89 мм
    - Красная зона: 6700 об/мин
    - Предел оборотов: 7200 об/мин
    - Топливная система: PGM-FI
    - Мощность: 104 кВт (140 л. с.) при 6300 об/мин
    - Крутящий момент: 171 Н⋅м при 5000 об/мин
    - Трансмиссия: YS1, кабель.

### B18A2
- Применения:
  - 1990—1992 Honda Integra LS DB1 (седан; производился в Индии и продавался в Латинской Америке, без каталитического нейтрализатора)
    - Код ЭБУ: OBD0 PR4
    - Объём: 1,8 л (1834 см3)
    - Степень сжатия: 9,2:1
    - Диаметр цилиндра × ход поршня: 81 мм × 89 мм
    - Красная зона: 6500 об/мин
    - Предел оборотов: 6700 об/мин
    - Топливная система: PGM-FI
    - Мощность: 104 кВт (140 л. с.) при 6300 об/мин
    - Крутящий момент: 171 Н⋅м при 5000 об/мин
    - Трансмиссия: YS1, кабель.

### B18B1
- DOHC
- Код ЭБУ: P75
- Применения:

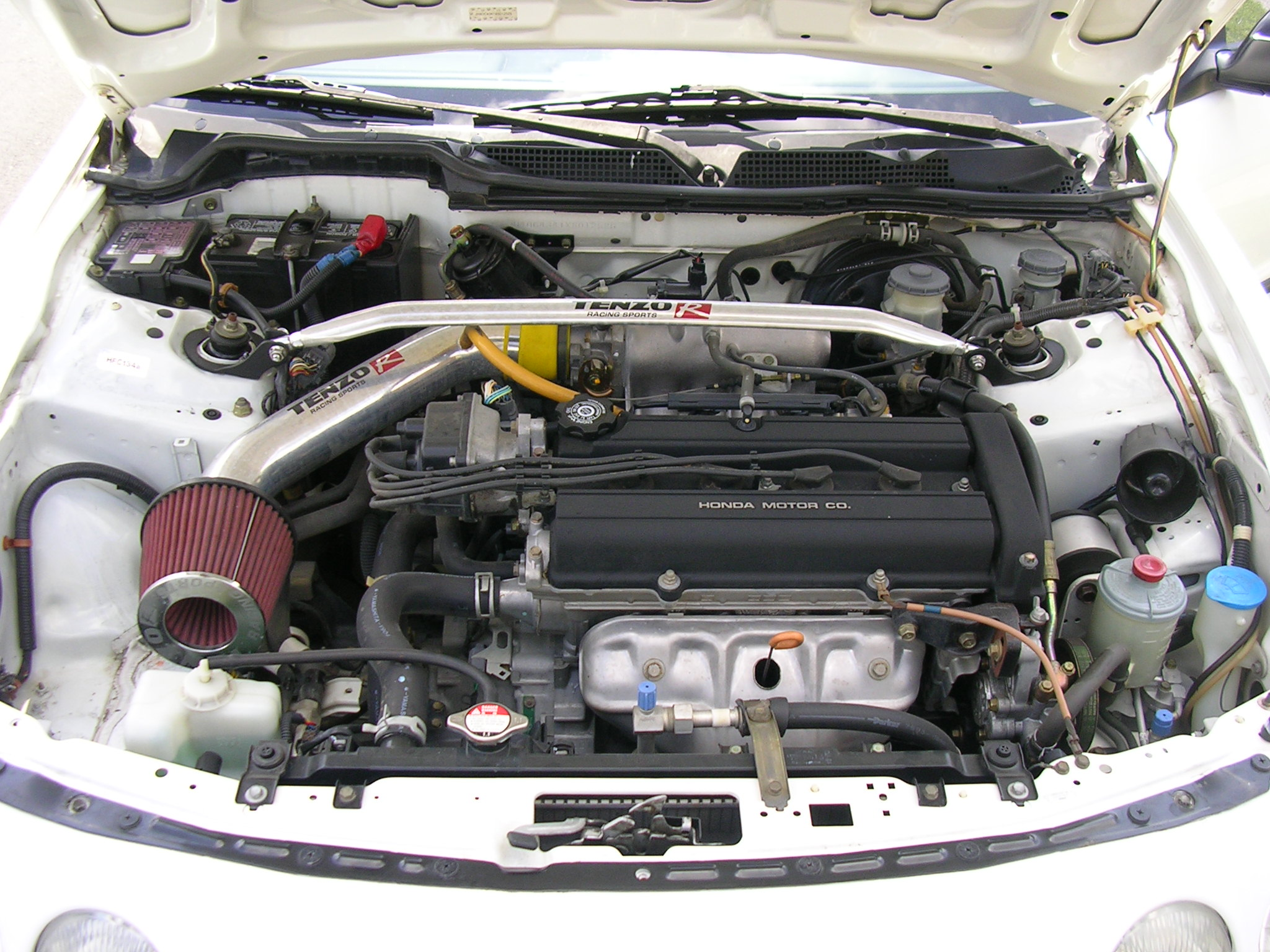
Двигатель B18B1 (RS 1999)

  - 1994—2001 Integra RS/LS/SE/GS — DB7/DC4/DC3
  - 1994—2000 Honda Integra «RS/LS/GS/SE/GSI» (DC4/DB7), Австралия
  - 1992—1996 JDM Honda Domani (MA5)
  - 1993—1994 JDM Honda Integra (DB7)
  - 1996—1999 JDM Honda Orthia (EL1)
    - Объём: 1,8 л (1834 см3)
    - Диаметр цилиндра × ход поршня: 81 мм × 89 мм
    - Мощность: 104 кВт (140 л. с.) при 6300 об/мин
    - Крутящий момент: 172 Н⋅м при 5200 об/мин
    - Красная зона: 6800 об/мин (у JDM Domani — 7200 об/мин)
    - Предел оборотов: 7300 об/мин
    - Трансмиссия: Y80/S80 (гидравлическая)
    - Степень сжатия: 9,4:1 (JDM), 9,2:1 (USDM)

### B18B2
- DOHC
- Применения:
  - 1994—2001 Integra RS/LS/SE/GS — DB7/DC4/DC3
  - 1994—2001 Honda Integra «RS/LS/GS/SE/GSI» (DC4/DB7), Австралия
    - Объём: 1,8 л (1834 см3)
    - Степень сжатия: 9,2:1
    - Диаметр цилиндра × ход поршня: 81 мм × 89 мм
    - Мощность: 107 кВт (143 л. с.) при 6300 об/мин
    - Крутящий момент: 172 Н·м при 5200 об/мин
    - Красная зона: 6800 об/мин (у JDM Domani — 7200 об/мин)
    - Предел оборотов: 7300 об/мин
    - Трансмиссия: Y80/S80
    - Код ЭБУ: P75

### B18B3
- DOHC
- Применения:
  - 1992—1995 Honda Civic (SR3/SR4), Ближний Восток и Южная Африка
    - Объём: 1,8 л (1834 см3)
    - Степень сжатия: 9,2:1
    - Диаметр цилиндра × ход поршня: 81 мм × 89 мм
    - Мощность: 105 кВт (141 л. с.) при 6000 об/мин
    - Крутящий момент: 167 Н⋅м при 5000 об/мин
    - Трансмиссия: Y80
    - Код ЭБУ: P34

### B18B4
- DOHC
- Применения:
  - 1996—2000 Honda Civic (SO3/SO4), Ближний Восток и Южная Африка
    - Объём: 1,8 л (1834 см3)
    - Степень сжатия: 9,2:1
    - Диаметр цилиндра × ход поршня: 81 мм × 89 мм
    - Мощность: 103 кВт (138 л. с.) при 6200 об/мин
    - Крутящий момент: 171 Н⋅м при 4900 об/мин
    - Трансмиссия: S80
    - Код ЭБУ: P6T

### JDM B18CType R
- DOHC VTEC
- Применения:

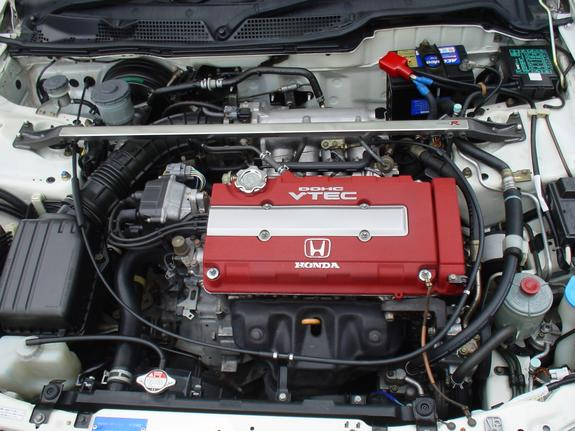
B18C в моторном отсеке Honda Integra (JDM)

  - 1995—2000 Honda Integra JDM Type R (DC2 и DB8)
    - Красная зона: 8400 об/мин
    - Предел оборотов: 8900 об/мин
    - Мощность: 147 кВт (197 л. с.) при 8000 об/мин
    - Крутящий момент: 181 Н⋅м при 6200—7500 об/мин
    - Трансмиссия: S80 (LSD)
    - Объём: 1,8 л (1797 см3)
    - Степень сжатия: 11,1:1
    - Диаметр цилиндра × ход поршня: 81 мм × 87,2 мм
    - Включение VTEC: 5800—6000 об/мин
    - Код ЭБУ: P73-003 (1996), P73-013 (1998), P73-023 (2000)

### JDM B18C
- SiR-G/GSR
- VTEC
- Применения:
  - 1995—1998 Honda Integra JDM SiR/SiR II (DB8, DC2)
  - 1998—1999 Honda Integra JDM SiR-G (DB8, DC2)
  - 2000 Vemac RD180
    - Красная зона: 8000 об/мин
    - Предел оборотов: 8200 об/мин
    - Мощность: 132,5 кВт (178 л. с.) при 7200 об/мин
    - Крутящий момент: 171 Н⋅м при 6200 об/мин
    - Объём: 1,8 л (1797 см3)
    - Степень сжатия: 10,6:1
    - Диаметр цилиндра × ход поршня: 81 мм × 87,2 мм
    - Код ЭБУ: P72
    - Включение VTEC: 4400 об/мин
    - Трансмиссия: Y80 (с дополнительным LSD)

### B18C1
- DOHC VTEC
- Применения:
  - 1994—2001 Acura Integra USDM GS-R (DC2 и DB8)
    - Объём: 1,8 л (1797 см3)
    - Степень сжатия: 10,0:1
    - Диаметр цилиндра × ход поршня: 81 мм × 87,2 мм
    - Мощность: 127 кВт (170 л. с.) при 7600 об/мин
    - Крутящий момент: 174 Н·м при 6200 об/мин
    - Красная зона: 8100 об/мин (отключение подачи топлива при 8300 об/мин)
    - Работа клапана вторичного воздуха: 5750 об/мин
    - Включение VTEC: 4400 об/мин
    - Код ЭБУ: P72

### B18C2
- DOHC VTEC
- Применения:
  - 1994—2001 Honda Integra AUDM/NZDM VTi-R
    - Степень сжатия: 10,0:1
    - Объём: 1,8 л (1797 см3)
    - Диаметр цилиндра × ход поршня: 81 мм × 87,2 мм
    - Мощность: 127 кВт (170 л. с.) при 7300 об/мин
    - Крутящий момент: 174 Н·м при 6200 об/мин
    - Красная зона: 8000 об/мин
    - Включение VTEC: 4500 об/мин
    - Включение IAB: 6000 об/мин
    - Трансмиссия: Y80 (OBD1), S80 (OBD2)
    - Код ЭБУ: P72

### B18C3
- DOHC VTEC
- Применения:
  - Honda Civic, Азия
  - Honda Integra, Азия
    - Мощность: 139 кВт (187 л. с.) при 7600 об/мин
    - Крутящий момент: 174 Н⋅м при 7500 об/мин
    - Степень сжатия: 10,8:1
    - Диаметр цилиндра × ход поршня: 81 мм × 87,2 мм

### B18C4
- DOHC VTEC
- Применения:
  - 1992—2000 Ballade (Civic)
  - 1996—2000 Civic VTi (MB6), Великобритания
  - 1996—2000 Civic 1.8i VTi-S (MB6), Великобритания
  - 1996—2001 Civic Aerodeck 1.8i VTi (MC2), Великобритания
  - 1998—1999 Civic Aerodeck 1.8i VTi (MC2), Европа
  - 1998—1999 Civic 1.8i VTi (MB6), Европа
    - Объём: 1,8 л (1797 см3)
    - Включение IAB: 5750 об/мин
    - Включение VTEC: 4300 об/мин
    - Степень сжатия: 10,0:1
    - Мощность: 126 кВт (169 л. с.) при 7600 об/мин
    - Крутящий момент: 174 Н⋅м при 6200 об/мин
    - Предел оборотов: 8400 об/мин (снижение расхода топлива)
    - Трансмиссия: S9B (бортовая передача — 4.26, LSD — Torsen)
    - Код ЭБУ: 37820-P9K-E11 (1997—1999) 37820-P9K-G11 (2000—2001) (используются разъёмы ЭБУ типа OBD1)
    - Диаметр цилиндра × ход поршня: 81 мм × 87,2 мм

### B18C5 (Type R)
- DOHC VTEC
- Применения:
  - 1997—1998,1999 CDM, 2000—2001 Acura Integra USDM/CDM Type R
    - Объём: 1,8 л (1797 см3)
    - Степень сжатия: 10,6:1[7]
    - Диаметр цилиндра × ход поршня: 81 мм × 87,2 мм
    - Мощность: 145 кВт (195 л. с.) при 7800 об/мин
    - Крутящий момент: 176 Н⋅м при 7500 об/мин
    - Красная зона: 8400 об/мин (отключение подачи топлива при 9000 об/мин)
    - Включение VTEC: 5700 об/мин
    - Трансмиссия: S80 с LSD

### B18C6 (Type R)
- DOHC VTEC
- Применения:
  - 1998—2001 Honda Integra UKDM/EUDM Type R
    - Объём: 1,8 л (1797 см3)
    - Степень сжатия: 11,1:1
    - Диаметр воздухозаборника: 62 мм
    - Диаметр цилиндра × ход поршня: 81 мм × 87,2 мм
    - Мощность: 140 кВт (187 л. с.) при 7900 об/мин
    - Крутящий момент: 178 Н⋅м при 7300 об/мин
    - Красная зона: 8400 об/мин
    - Предел оборотов: 8600 об/мин
    - Включение VTEC: 5900 об/мин
    - Трансмиссия: S80 с LSD
    - Код ЭБУ: 37820-P73-G01

### B18C7 (Type R)
- DOHC VTEC
- Применения:
  - 1999—2001 Honda Integra AUDM/NZDM Type R
    - Объём: 1,8 л (1797 см3)
    - Степень сжатия: 11,1:1
    - Диаметр воздухозаборника: 62 мм
    - Диаметр цилиндра × ход поршня: 81 мм × 87,2 мм
    - Мощность: 141 кВт (189 л. с.) при 8200 об/мин
    - Крутящий момент: 172 Н⋅м при 7500 об/мин
    - Красная зона: 8400 об/мин
    - Предел оборотов: 8800 об/мин
    - Включение VTEC: 5800 об/мин

## B20

### B20B-B20B4
- Применения:
  - USDM и JDM Honda CR-V, JDM Orthia, Stepwgn, S-MX
    - Объём: 2,0 л (1973 см3)
    - Мощность: 94–106–104 кВт (126–142–140 л. с.) при 5400 об/мин
    - Крутящий момент: 180 Н·м при 4800 об/мин
    - Степень сжатия: 8,8:1 (P8R); 9,2:1 (P75)
    - Диаметр цилиндра × ход поршня: 84 мм × 89 мм
    - Красная зона: 6500 об/мин

### B20B
- Применения:
  - USDM CR-V (B20B8), CR-V и Honda Orthia (B20B)
  - Объём: 2,0 л (1973 см3)
  - Мощность: 110—112 кВт (148—150 л. с.) при 6200 об/мин
  - Крутящий момент: 190 Н·м при 5500 об/мин
  - Степень сжатия: 9,4:1 (P8R)—9,6:1 (P75)
  - Диаметр цилиндра × ход поршня: 84 мм × 89 мм
  - Код ЭБУ: P75-5
  - Красная зона: 6800 об/мин

### B20Z2
- Применения:
  - USDM CR-V (B20Z2), CR-V и Honda Orthia (B20B)
  - Объём: 2,0 л (1973 см3)
  - Мощность: 110—112 кВт (148—150 л. с.) при 6200 об/мин
  - Крутящий момент: 190 Н·м при 5500 об/мин
  - Степень сжатия: 9,4:1 (P8R)—9,6:1 (P75)
  - Диаметр цилиндра × ход поршня: 84 мм × 89 мм
  - Красная зона: 6800 об/мин

### B20B JDM
- Применения[8]:
  - JDM Honda Orthia, CR-V
    - Объём: 1973 см3
    - Мощность: 94—112 кВт (126—150 л. с.) при 6200—6300 об/мин
    - Крутящий момент: 178—184 Н⋅м при 4500—5200 об/мин (у 2.0 GX-S — 4500 об/мин)
    - Степень сжатия: 9,2:1—9,6:1
    - Диаметр цилиндра × ход поршня: 84 мм × 89 мм
    - Красная зона: 6500—6700 об/мин
    - Предел оборотов: 7200—7300 об/мин

## B20A/B20B
Двигатели B20A3 и B20A5 являются предшественниками двигателей серии B. Все двигатели серии B были созданы на базе двигателя B20A, однако большинство компонентов двигателя несовместимы.